# 風化
風化（ふうか、英語: weathering）または風化作用（ふうかさよう、英語: weathering）とは、地表にある岩石や鉱物が変質または分解する作用のことである。
風化は、主に物理的風化、化学的風化に分けられるが、生物風化を含めて3つに分類することもある。

## 概要
地球上の岩石の95パーセントは8種類の元素から構成されており、風化作用は化学反応によって岩石に含有されているナトリウム、カリウム、マグネシウム、カルシウムが除去され、ケイ素、鉄、アルミニウム、水が増加する現象である。物理的風化と化学的風化は別のプロセスとして考えられているが、実際の風化現象では化学的風化が先行し、風化の最終段階として物理的風化が発生する。また、植物の根から分泌される化学物質が岩石に作用することによって進行する生物風化や、岩石から塩類が溶出し結晶化することで進行する塩類風化も化学的風化の一種とも言える。風化作用は地形プロセスの第一段階である。風化は侵食を起こりやすくさせ、侵食開始タイミング、侵食速度に影響を与えていく。

## 物理的風化

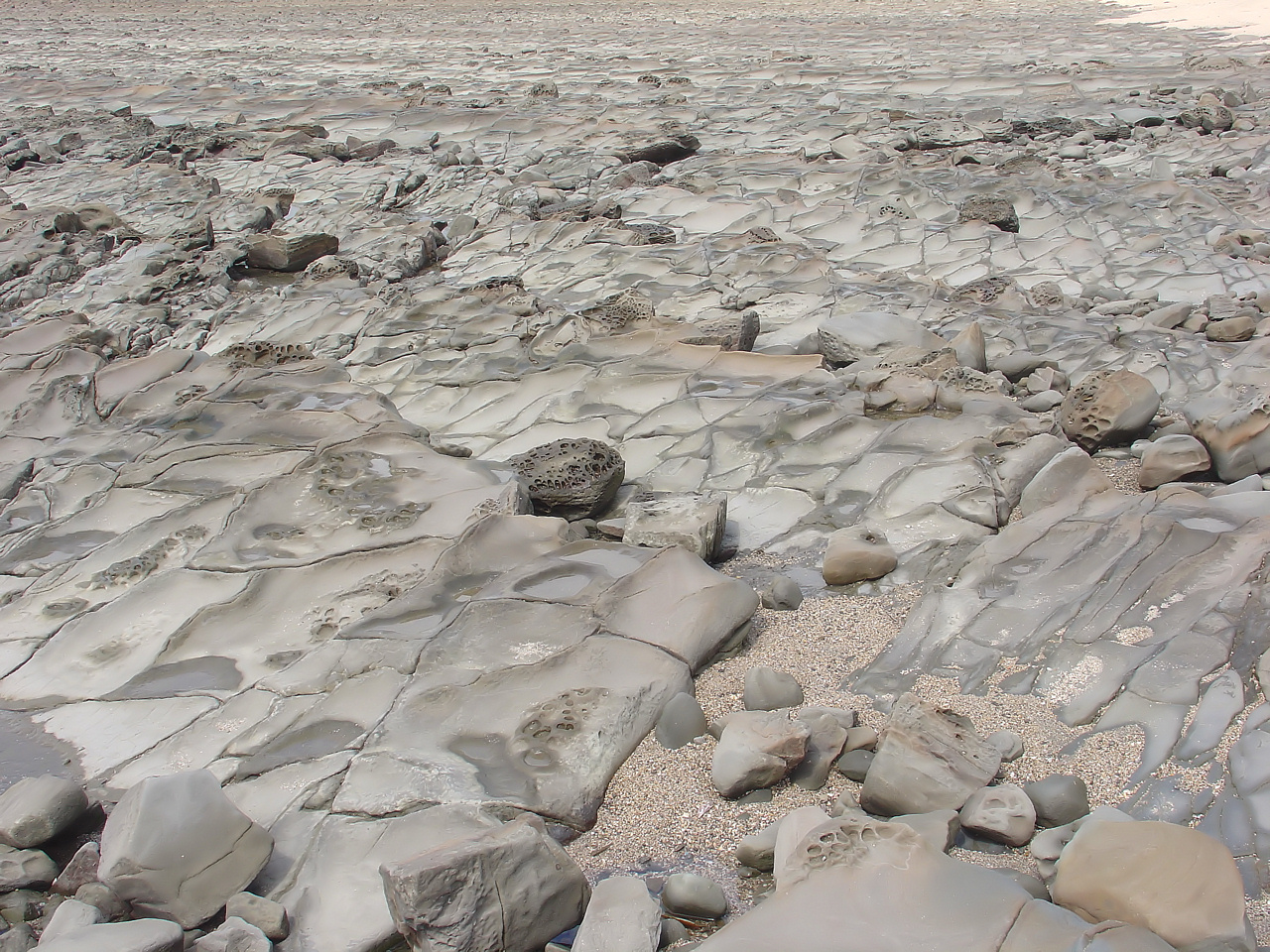
宮崎県の青島で見られる「鬼の洗濯板」。乾湿風化の影響で泥岩部が細片化され、波による侵食を受けて地形が形成された。

物理的風化（ぶつりてきふうか、physical weathering）または機械的風化（きかいてきふうか、mechanical weathering）は、温度変化や氷・塩類の存在によって岩石が破壊される風化のことである。以下の作用の連続により岩石が破壊されていくことから、疲労破壊と考えることが可能である。
物理的風化は、除荷作用、熱風化、乾湿風化、塩類風化、凍結風化などに分類することができる。

### 除荷作用
除荷作用（pressure release）は、岩石の上部にあった物体（氷河など）が除去されたことによって生じた風化であり、岩石塊の膨張に伴い亀裂が成長し、節理がつくられる。除荷作用により形成されるものの一例としてシーティング節理が挙げられ、花崗岩ドームの表面などで確認できる。シーティング節理は、「残留応力の解放にともなう除荷作用によって形成される」とされるのが一般的だが、上載荷重の除去が緩慢な場合には、岩石がもつ応力緩和の性質によって節理が形成されるほどの応力が岩石に発生しないという説もあり、一般的な説を疑問視する声もある。

### 熱風化
熱風化（thermal weathering）は、岩石の加熱膨張・冷却収縮の繰り返しによって生じた風化のことである。加熱膨張の原因として、日射のほか火災や爆発なども挙げられる。日射による加熱に起因する場合、すなわち昼間の日射による加熱膨張と、夜間の放射冷却による収縮の場合は日射風化（insolation weathering）ともいう。中緯度の砂漠においては、気温変化に比較して岩石表面の温度変化が大きいこと、岩石の熱伝導率が小さく表面と内部との温度差が大きくなることにより、岩石の表面剥離や球状風化が促進されると報告されてきた。
ただし、1936年にD.T.Griggsが花崗岩を使って200年間に相当する日射を人工的に再現した実験によれば、日射の熱だけでは風化は進行せず、水分を加えた条件下で風化現象が見られたことから、太陽による熱は風化を促進するものではないと結論付けている。また、火災などの急激な温度変化による破砕（熱衝撃破砕）でも、玄武岩や黒曜石の破砕には、300℃以上の高温環境と急速な加熱・冷却の繰り返しが必要だと実験で判明している。このように、実験結果と野外の観察が必ずしも整合しないために、熱風化のはたらきは疑問視されている。一方で、これまでの実験的研究は、試料のサイズが小さいことや、膨張と収縮が自由な非拘束状態で実験されているなど、野外の風化条件を正確に再現していないという批判もある。また、岩石を構成する鉱物粒子間や鉱物粒子自身の熱膨張係数の違いで、岩石内部に微小なクラックが形成されることも実験で分かっており、熱風化を明確に否定することも困難だとされる。

### 乾湿風化
乾湿風化（wet-dry weathering）とは、岩石が吸水・乾燥することで、膨張と収縮を繰り返して起こる風化であり、スレーキング（slaking）ともよぶ。主に粘土からなる泥岩や頁岩は、粘土鉱物の吸水による膨張（膨潤）や、乾燥時の脱水による収縮を繰り返すことによって細片化しやすい。これらの岩石は間隙が小さいと、膨潤圧が有効に作用するため風化速度が大きくなる。また、乾湿が繰り返される場（例：河床・海岸など）にある泥岩は細片化しやすく、さらにそれらが侵食・除去されやすい場では低所が形成されやすい。さらに、乾湿風化しやすい岩石から構成される斜面では地すべりが発生しやすい。
例えば、「鬼の洗濯板」とよばれる地形は乾湿風化に伴う地形の一例であり、波食棚の凹部のみが潮の満ち引きに伴って乾湿風化を受けたことで形成された。他にも、フードーも乾湿風化によりつくられた地形である。

### 塩類風化
塩類風化（salt weathering）とは、塩類による風化のことである。乾燥地域における蒸発岩の形成に伴うが、寒冷地（南極大陸など）や海岸（塩分供給があるため）でも塩類風化は発生する。塩のもとは岩石中の塩溶液であり、海水、雨水、ダスト、火山ガス、温泉水、岩石中から化学的風化によって溶脱された溶液などがその供給源である。
塩類風化の最も重要なメカニズムに、塩を含む溶液での、塩類の結晶成長時にかかる圧力が挙げられるが、水和作用によって生じる応力（温度と湿度の変化に反応して水和と脱水を繰り返す塩類は、水和する際に水を吸収し塩の体積を増加させる。）や、結晶化した塩の熱による膨張なども考えられる。塩類風化による岩石の風化は、粒状崩壊することが多く、その風化生成物としてシルトが生産される。また、塩類風化により形成される地形として、タフォニや蜂の巣構造、波食窪が挙げられる。

### 凍結風化
凍結風化（frost weathering）とは、寒冷地で発生する物理的風化で、凍結による水の体積の約9%の増加や、凍結時の吸水で引き起こされる析出氷結により岩石が破壊される。昼夜で凍結温度を上下する凍結融解サイクルが多発する地域でおこり、凍結破砕がおきやすい露岩のひろがる山岳地域では露岩面の基部に崖錐がみられる。気温が常に氷点下の場所では、水が岩石に浸透しないため凍結風化は進行しない。

## 化学的風化

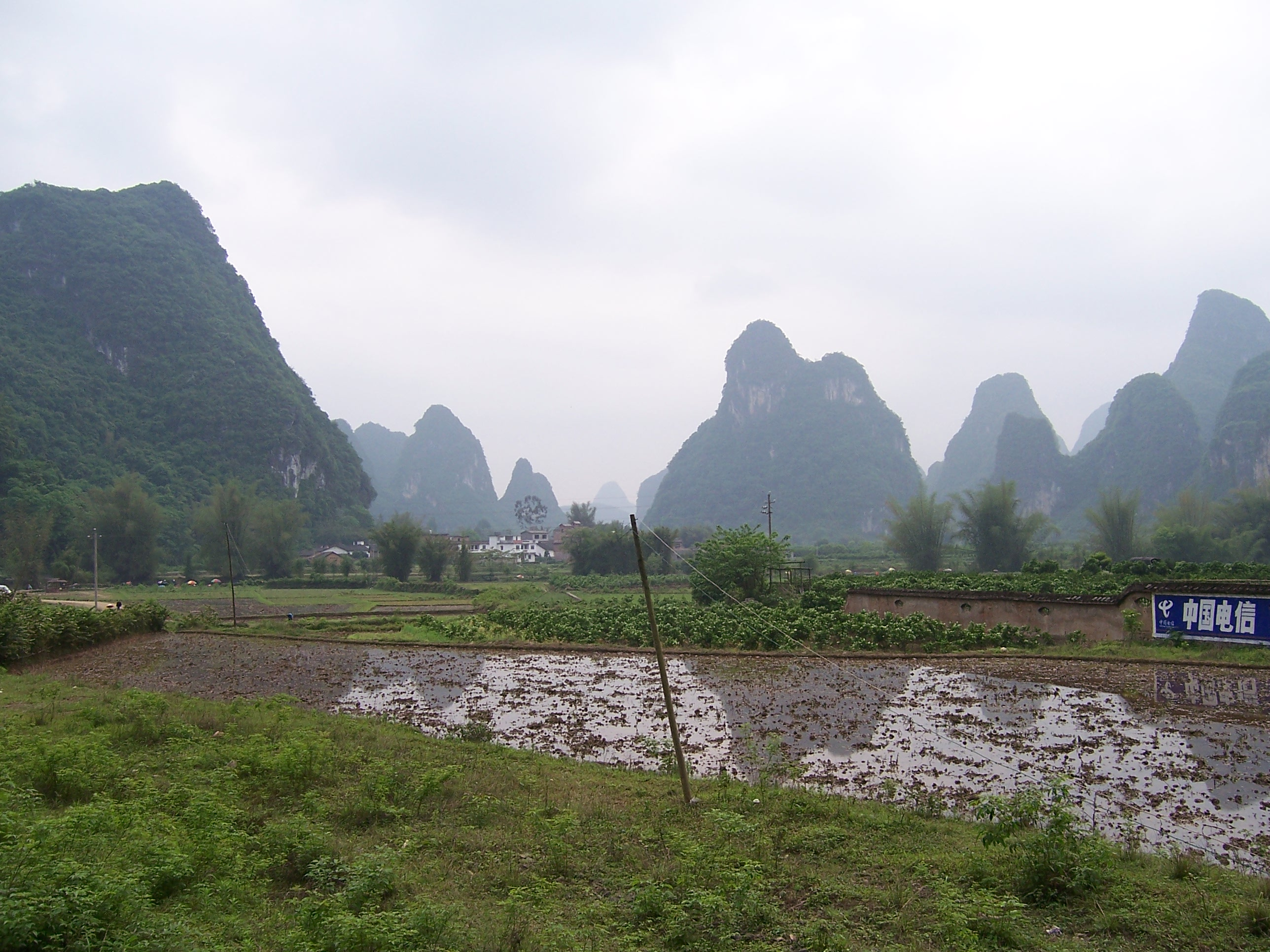
中国桂林でみられるタワーカルスト地形。

化学的風化（かがくてきふうか、chemical weathering）は、水などが関係した化学反応によって岩石が分解・溶解する風化である。高温で水分量が多い地点で化学的風化は活発となる。なお、岩石の風化に伴い、水の水質も変化する。化学的風化の生成物が安定な粘土鉱物であることから、化学的風化を岩石の粘土化の途中過程と考えることができる。
化学的風化は、溶解、酸化還元、水和、加水分解などに分類することができる。

### 溶解
造岩鉱物の多くは水に溶解するが、この作用は石灰岩で明瞭であり、化学的風化の速度が最速なのも石灰岩である。石灰岩の溶解で形成される地形としてカルスト地形が挙げられる。

### 酸化還元
自然界における酸化は酸素供給量の多い場所で、水素と二酸化炭素が岩石に含まれる鉄とマンガンの亜酸化物と硫化物に直接、もしくは弱酸性の水として作用することで進行する。化学的風化の代表例である。

### 水和
鉱物が水と反応し体積が増大することにより風化が進行する。水和の繰り返しにより岩石は脆くなるが、破壊力は加水分解よりも小さい。

### 加水分解
水に含まれる水素イオンと、造岩鉱物中に含まれるナトリウムイオンやカリウムイオンが交換されることにより風化が進行する。

## 生物風化
生物風化（せいぶつふうか、biological weathering）は、動物や植物、微生物に起因する風化のことである。生物風化は物理的なものと化学的なものに二分することもできて、物理的な生物風化として植物の根圧に起因した岩石の破壊などが、化学的な生物風化として生物由来の酸に起因した鉱物の溶解などが挙げられる。化学的な生物風化は、植物の根から分泌される水素イオンと鉱物内の塩基の交換や、生物の遺骸から発生する弱酸性溶液によって促進される。

## 風化の種類

### 玉ねぎ状風化
岩塊や地層の節理沿いの角が連続的に風化が進行する現象。タマネギの皮のように風化が進み、内部は球状に母岩が残ることとなる。玉ねぎ状構造、球状風化とも呼ばれる。球状風化は一部の花崗岩類で顕著であり、内部に残った球状の母岩（原岩）はコアストンと呼ばれる。